# Eremitalpa granti
La talpa dorata di Grant (Eremitalpa granti) è un mammifero della famiglia dei Crisocloridi, diffuso nella zona costiera orientale del Sudafrica ed in Namibia meridionale, dove vive nelle zone secche, principalmente nei deserti sabbiosi.
È l'unica specie ascritta al genere Eremitalpa.

## Descrizione
Misura fino a 9 cm di lunghezza, per un peso di 25 g, il che ne fa una delle specie più piccole di talpa dorata: il pelo, grigio scuro nei giovani, diventa color sabbia negli individui adulti.

Ha un corpo piccolo e compatto, coperto di pelo soffice e setoso che può variare dal grigio acciaio al color camoscio
A differenza della maggior parte delle specie della stessa famiglia, questi animali hanno tre e non due unghie per zampa, che servono per "nuotare" appena sotto la superficie sabbiosa: tali animali, infatti, raramente scavano gallerie durature.

## Biologia
È un animale solitario e notturno; durante il giorno riposa in ripari scavati fra le radici delle piante del deserto.